# Palo Rubin
Palo Hernán Lautaro Rubin Godoy (nacido Hernán Lautaro Rubin Godoy; Asunción, Paraguay; 17 de abril de 1968), más conocido como Palo Rubin es un periodista y conductor de televisión paraguayo. Es conocido por su programa de televisión, El Conejo, trasmitido los sábados por el canal Telefuturo.

## Trayectoria
Se inicia en la conducción de programas radiales en el año 1989 con el programa "Vitrinas del aire" por Radio Ñandutí AM. teniendo récords en llamadas de los oyentes y premios inéditos entregados en radio AM.
Debido al éxito alcanzado en radio con su programa El Conejo a partir del año 1996 llega en el Canal 9, llevando este producto a niveles nunca antes alcanzados en la televisión paraguaya.

### Presente
| Medio      | Programación | Horarios      | Días   |
| ---------- | ------------ | ------------- | ------ |
| Telefuturo | El Conejo    | 21:00 a 23:30 | Sábado |

## Cambio de nombre
En septiembre de 2012, obtuvo un fallo favorable en un litigio legal que le permitió agregar su conocido apodo "Palo" a su nombre legal, pasando a ser reconocido como Palo Hernan Lautaro Rubin.